# Ciudad Piar
Ciudad Piar es una ciudad venezolana en el municipio Angostura, Estado Bolívar, Venezuela, en los alrededores del Cerro Bolívar y cerca del río Caroní con una población de 51 967 habitantes (censo 2011).

## Historia
Ciudad Piar fue fundada —simultáneamente con la ciudad de Puerto Ordaz, su «hermana gemela»— el 9 de febrero de 1952 para dar asentamiento a los trabajadores que se dedicaban a la explotación de hierro, gracias al auge siderúrgico de principios de la década de 1950 y el inicio de la explotación formal a gran escala mediante concesiones a la Orinoco Mining filial de la U.S. Steel. El 1 de enero de 1975, es proclamada en Ciudad Piar la nacionalización del hierro, por parte del entonces Presidente Carlos Andrés Pérez (socialdemócrata), creándose la CVG Ferrominera Orinoco C.A para exactamente un año después, tomar la Corporación Venezolana de Guayana las actividades de la Orinoco Mining Company.
El nombre de esta ciudad es en honor del prócer venezolano de origen curazoleño Manuel Piar.

## Economía
La economía de Ciudad Piar se basa en gran parte en la extracción del hierro, en especial en los cerros de San Isidro y Bolívar, ya que en este lugar se ubica una de las más importantes reservas de material ferroso del mundo administrada ésta y su explotación por la estatal CVG siendo transportadas cientos de toneladas diarias (2005) de hierro hasta Matanzas en Ciudad Guayana a través de un ferrocarril.
Además de la actividad minera, tiene cierta importancia la actividad de tipo agrícola, destacándose siembras de lechosa, patilla y maíz.

## Turismo
Las actividades turísticas en el municipio Bolivariano Angostura, estado Bolívar, se desarrollan principalmente en torno al turismo industrial, ecológico y agropecuario. La región ofrece una variedad de atractivos naturales y tecnológicos que permiten la diversificación de experiencias para visitantes nacionales e internacionales.
Entre los principales puntos de interés está la Central Hidroeléctrica de Guri, una de las más grandes de América Latina, así como formaciones naturales emblemáticas como la Piedra del Elefante, el manantial El Chorrito, El Jacuzzi y La Poza de Centeno.
Además, existen empresas turísticas locales que organizan actividades como la pesca deportiva, excursiones de turismo ecológico y campamentos temáticos, con rutas tanto terrestres como fluviales, en estrecho contacto con la riqueza ambiental y paisajística de la zona.